# Joseph Samuel Bloch
Joseph Samuel Bloch, född 20 november 1850 och död 1 oktober 1923, var en judisk politiker och religionshistoriker.
Bloch föddes i Östgalizien, och verkade som rabbin i Floridsdorf vid Wien. I början av 1880-talet stod Bloch i judendomens främsta led, tack vare sin tappra och framgångsrika kamp mot den antisemitiske romersk-katolske teologiprofessorn August Rohling i Prag. 
Som representant för valkretsen Kolomea i österrikiska riksrådet försvarade han mot de "kristligt sociala" den österrikiska judendomens religiösa och ekonomiska intressen. Under mer än 25 år utgav han i Wien den judiska tidskriften "Österreichische Wochenschrift". 
Bloch publicerade värdefulla religions- och litteraturhistoriska skrifter. Bland hans senare arbeten kan nämnas, förutom intressanta levnadsminnen, My reminiscenses (1923) och det apologetiska verket Israel und die Völker (1923).